# Buciara bipartita
Buciara bipartita är en fjärilsart som beskrevs av Walker 1869. Buciara bipartita ingår i släktet Buciara och familjen nattflyn. Inga underarter finns listade i Catalogue of Life.